# Umm Dżibab
Umm Dżibab (arab. ‏أم جباب‎) – miejscowość w Syrii, w muhafazie Hims. W 2004 roku liczyła 1209 mieszkańców.